# Championnat de Macao de football 2006
Navigation
Saison précédente Saison suivante
La saison 2006 du Championnat de Macao de football est la cinquante-septième édition du Campeonato da Primeira Divisão, le championnat de première division à Macao. Les dix meilleures équipes macanaises sont regroupées au sein d’une poule unique où elles s’affrontent deux fois au cours de la saison. En fin de saison, les deux derniers du classement sont relégués et remplacés par les deux meilleures équipes de deuxième division. L'équipe de Macao des moins de 18 ans est protégée de la relégation jusqu'en 2009.
C'est le Grupo Desportivo de Lam Pak qui est sacré cette saison après avoir terminé en tête du classement, avec six points d'avance sur le Clube Desportivo Monte Carlo et seize sur Va Luen. Il s’agit du septième titre de champion de Macao de l’histoire du club.

## Les clubs participants
- Grupo Desportivo de Lam Pak
- Clube Desportivo Monte Carlo
- PSP Macao
- CD dos Serviços de Alfândega
- Hoi Fan - Promu de Segunda Divisão
- Heng Tai
- Kuan Tai
- Va Luen
- Kin Chong - Promu de Segunda Divisão
- Macao U18 - Promu de Segunda Divisão

## Compétition
Le barème utilisé pour établir le classement est le suivant :
- Victoire : 3 points
- Match nul : 1 point
- Défaite : 0 point

### Classement
| Rang | Équipe                       | Pts | J  | G  | N | P  | Bp | Bc | Diff |
| ---- | ---------------------------- | --- | -- | -- | - | -- | -- | -- | ---- |
| 1    | Grupo Desportivo de Lam Pak  | 48  | 18 | 15 | 3 | 0  | 64 | 8  | +56  |
| 2    | Clube Desportivo Monte Carlo | 42  | 18 | 13 | 3 | 2  | 65 | 23 | +42  |
| 3    | Va Luen                      | 32  | 18 | 8  | 8 | 2  | 32 | 27 | +5   |
| 4    | Kin ChongP                   | 25  | 18 | 8  | 1 | 9  | 34 | 23 | +11  |
| 5    | Heng Tai                     | 22  | 18 | 6  | 4 | 8  | 35 | 53 | -18  |
| 6    | Kuan TaiP                    | 21  | 18 | 6  | 3 | 9  | 27 | 42 | -15  |
| 7    | PSP MacaoT                   | 21  | 18 | 6  | 3 | 9  | 25 | 37 | -12  |
| 8    | Hoi FanP                     | 21  | 18 | 6  | 3 | 9  | 29 | 42 | -13  |
| 9    | CD dos Serviços de Alfândega | 12  | 18 | 2  | 6 | 10 | 28 | 56 | -28  |
| 10   | Macao U18                    | 8   | 18 | 2  | 2 | 14 | 23 | 51 | -28  |

|  | Champion de Macao 2006                           |
|  | Relégation directe en Segunda Divisão            |
|  | T : Tenant du titre P : Promu de Segunda Divisão |

## Bilan de la saison
| Championnat de Macao de football 2006 |                                        |
| Champion                              | Grupo Desportivo de Lam Pak (7e titre) |
| Qualifications continentales          |                                        |
| Coupe du président de l'AFC 2007      | Aucun                                  |
| Promotions et relégations             |                                        |
| Promus en Primeira Divisão            | Vong Chiu                              |
| Promus en Primeira Divisão            | Keong Sai                              |
| Relégués en Segunda Divisão           | CD dos Serviços de Alfândega           |
| Relégués en Segunda Divisão           | Hoi Fan                                |